# Diócesis de La Guaira
La diócesis de La Guaira (en latín: Dioecesis Guairiensis) es una circunscripción eclesiástica de la Iglesia católica en Venezuela. Se trata de una diócesis latina, sufragánea de la arquidiócesis de Caracas. Desde el 28 de junio de 2024 es sede vacante y su administrador diocesano es el presbítero Alberto Valentín Castillo.

## Territorio y organización
La diócesis tiene 1497 km² y extiende su jurisdicción sobre los fieles católicos de rito latino residentes en el estado La Guaira (llamado estado Vargas hasta 2019, y que solo comprende el municipio Vargas).
Su territorio limita al norte con el mar Caribe; al sur con la arquidiócesis de Caracas y las diócesis de Petare y Guarenas; al este con la diócesis de Guarenas; y al oeste con la diócesis de Maracay.
La sede de la diócesis se encuentra en la ciudad de La Guaira, en donde se halla la Catedral de San Pedro Apóstol.
En 2021 en la diócesis existían 27 parroquias (2 son cuasiparroquias) agrupadas en 5 zonas pastorales: Este, Centro, Catia la Mar, La Montaña e Insular.
|    | Parroquia eclesiástica                  | Ubicación       | Zona pastoral |
| 1  | San José                                | La Sabana       | Este          |
| 2  | Nuestra Señora de Coromoto              | Naiguatá        | Este          |
| 3  | Santo Domingo de Guzmán                 | Tanaguarena     | Este          |
| 4  | Nuestra Señora de la Candelaria         | Caraballeda     | Este          |
| 5  | Espíritu Santo                          | Los Corales     | Este          |
| 6  | San Bartolomé Apóstol                   | Macuto          | Este          |
| 7  | Santo Cristo de la Misericordia         | Punta de Mulato | Centro        |
| 8  | San Pedro Apóstol                       | La Guaira       | Centro        |
| 9  | San Sebastián                           | Maiquetía       | Centro        |
| 10 | Inmaculado Corazón de María             | Pariata         | Centro        |
| 11 | San Martín de Porres                    | Montesano       | Centro        |
| 12 | Santísima Trinidad                      | La Aviación     | Centro        |
| 13 | Nuestra Señora de Coromoto              | Guaracarumbo    | Catia la Mar  |
| 14 | Beata María de San José                 | Zamora          | Catia la Mar  |
| 15 | Virgen del Valle                        | Mirabal         | Catia la Mar  |
| 16 | Sagrado Corazón de Jesús                | La Páez         | Catia la Mar  |
| 17 | Nuestra Señora de la Misericordia       | Playa Grande    | Catia la Mar  |
| 18 | Nuestra Señora del Carmen               | La Soublette    | Catia la Mar  |
| 19 | San José Obrero                         | Mamo            | Catia la Mar  |
| 20 | María Auxiliadora                       | Las Tunitas     | Catia la Mar  |
| 21 | San Miguel Arcángel                     | Vista al Mar    | Catia la Mar  |
| 22 | Cuasiparroquia Nra. Sra. del Valle      | Los Roques      | Insular       |
| 23 | San José                                | Carayaca        | Montaña       |
| 24 | Nuestra Señora de la Candelaria         | Tarma           | Montaña       |
| 25 | San Isidro Labrador                     | La Peñita       | Montaña       |
| 26 | Nuestra Señora de las Mercedes          | El Junquito     | Montaña       |
| 27 | Cuasiparroquia San Oscar Arnulfo Romero | Playa Grande    | Catia la Mar  |

### Escudo de la diócesis
Principales características del escudo institucional de la diócesis de La Guaira:
En el cuartel superior izquierdo está el sol, símbolo de Jesucristo, “sol que nace de lo alto para iluminar a todos los que están en tinieblas de muerte” (Lc 1,78-79), teniendo en cuenta que La Guaira es una región geográfica donde el sol brilla de modo esplendoroso, con hermosos amaneceres y atardeceres. El fondo azul es símbolo del cielo que, en el horizonte, se confunde con el mar de nuestra diócesis. 
En el cuartel superior derecho están las llaves de San Pedro, recordando al patrón de la diócesis y de la catedral, teniendo presente que la ciudad de La Guaira fue fundada el 29 de junio de 1589, solemnidad de san Pedro Apóstol, bajo el título de San Pedro de La Guaira. 
En el cuartel inferior se representa a La Guaira con las montañas y el mar, una embarcación ondea en su vela el anagrama de la Virgen María, a quien tanto queremos en sus advocaciones de Coromoto, Lourdes, La Candelaria, El Carmen, El Valle, La Merced, María Auxiliadora y Nuestra Señora de las Misericordias. De hecho, La Guaira es una zona bordeada por el mar Caribe hacia el norte y circundada por el Ávila hacia el sur, por lo cual el mar y la montaña constituyen los símbolos geográficos más característicos de nuestra diócesis. La barca es también signo de la nave de la Iglesia, que Jesús impulsa para que vaya mar adentro, haciendo alusión al lema del seminario de nuestra diócesis “Duc in altum”. 
En la cinta está escrito en latín “Cum summus Deus”, que es el nombre de la bula de erección de la diócesis el 15 de abril de 1970, pues su íncipit es el siguiente: “Cum summus Deus misericordi consilio voluerit Nos ad Romani pontificatus Solium attolli atque Ecclesiae sanctae tractare gubernacula, omnibus idcirco viribus contendimus ut quae in Ecclesiae bonum atque utilitatem cedere intellexerimus, eadem, nulla interposita mora, faciamus”.

## Historia
La diócesis fue erigida el 15 de abril de 1970 mediante la bula Cum summus Deus del papa Pablo VI, obteniendo el territorio de la arquidiócesis de Caracas.
El 15 de abril de 1970 el papa Pablo VI nombró a Marcial Augusto Ramírez Ponce como primer obispo de la diócesis. Durante su período de trabajo pastoral, fundó la parroquia de “Santo Domingo de Guzmán” en Tanaguarena, atendida por los dominicos y la parroquia “La Preciosísima Sangre de Cristo” (posteriormente llamada Nuestra Señora de las Mercedes” de El Junquito, atendida por los padres pasionistas. 
El 2 de octubre de 1973 el papa Pablo VI nombró a Francisco de Guruceaga Iturriza, como segundo obispo de La Guaira. Creó 14 nuevas parroquias. Fundó el seminario San Pedro Apóstol, la Escuela de Teología para Laicos, la Casa Diocesana de Retiros “San José” de Corralito, la Fundación “San Pedro Apóstol” y varias unidades educativas. Fue obispo ordinario hasta el 18 de octubre de 2001. 
El 21 de agosto de 1997 el papa Juan Pablo II nombró a Rafael Ramón Conde Alfonso como obispo coadjutor, por petición de Guruceaga, por motivo de su estado de salud. Desempeñó sus labores en esta diócesis hasta el 8 de mayo de 1999, cuando tomó posesión como obispo de Margarita.
El 18 de octubre del 2001 el papa Juan Pablo II nombró a José de la Trinidad Valera Angulo como tercer obispo de La Guaira. Ejerció por diez años, hasta el 12 de octubre del 2011. El 20 de octubre de 2011 el papa Benedicto XVI nombró a Tomás Jesús Zárraga Colmenares como administrador apostólico.
El 30 de noviembre del 2013 el papa Francisco nombró a Raúl Biord Castillo como cuarto obispo de la diócesis, el cual tomó posesión el 8 de febrero de 2014. Durante su episcopado se promovió un proyecto de renovación pastoral, a través de dos planes diocesanos de Pastoral: “Para vivir la alegría del Evangelio (2016-2020)” y “Predicar Juntos el Evangelio (2023-2032)”. Se constituyeron las zonas pastorales como una instancia intermedia de organización pastoral, creó la escuela de ministerios y se fundaron dos cuasiparroquias: Mons. Romero en Ciudad Chávez y Nra. Sra. del Valle en Los Roques. Se construyó una nueva curia diocesana como centro de servicios pastorales. Se reactivaron los dispensarios de La Páez, Pariata y La Aviación. Se fortaleció la organización de las Cáritas parroquiales con distintos programas sociales en el campo de la salud, la educación, la nutrición y el emprendimiento.

## Estadísticas
Según el Anuario Pontificio 2022 la diócesis tenía a fines de 2021 un total de 291 650 fieles bautizados.
| Año                                                                             | Población            | Población | Población      | Sacerdotes | Sacerdotes    | Sacerdotes    | Bautizados por sacerdote | Diáconos permanentes | Religiosos | Religiosos | Parroquias |
| Año                                                                             | Bautizados católicos | Total     | % de católicos | Total      | Clero secular | Clero regular | Bautizados por sacerdote | Diáconos permanentes | Varones    | Mujeres    | Parroquias |
| ------------------------------------------------------------------------------- | -------------------- | --------- | -------------- | ---------- | ------------- | ------------- | ------------------------ | -------------------- | ---------- | ---------- | ---------- |
| 1970                                                                            | ?                    | 200 000   | ?              | 19         | 19            |               | ?                        |                      |            |            | 11         |
| 1976                                                                            | 315 000              | 325 000   | 96.9           | 41         | 13            | 28            | 7682                     |                      | 29         | 60         | 16         |
| 1980                                                                            | 350 000              | 360 000   | 97.2           | 46         | 24            | 22            | 7608                     |                      | 24         | 70         | 17         |
| 1990                                                                            | 372 000              | 382 000   | 97.4           | 36         | 26            | 10            | 10 333                   | 2                    | 13         | 107        | 23         |
| 1998                                                                            | 500 000              | 550 000   | 90.9           | 51         | 39            | 12            | 9803                     | 2                    | 12         | 96         | 25         |
| 1999                                                                            | 500 000              | 550 000   | 90.9           | 49         | 37            | 12            | 10 204                   | 2                    | 12         | 96         | 25         |
| 2001                                                                            | 500 000              | 550 000   | 90.9           | 49         | 37            | 12            | 10 204                   | 2                    | 12         | 96         | 25         |
| 2002                                                                            | 259 000              | 285 000   | 90.9           | 47         | 36            | 11            | 5510                     | 2                    | 11         | 96         | 26         |
| 2003                                                                            | 273 000              | 300 000   | 91.0           | 45         | 34            | 11            | 6066                     | 1                    | 11         | 72         | 27         |
| 2004                                                                            | 295 750              | 325 000   | 91.0           | 45         | 34            | 11            | 6572                     | 1                    | 11         | 67         | 27         |
| 2013                                                                            | 357 000              | 393 900   | 90.6           | 50         | 45            | 5             | 7140                     | 2                    | 5          | 50         | 27         |
| 2016                                                                            | 375 000              | 411 000   | 91.2           | 44         | 40            | 4             | 8522                     | 2                    | 4          | 51         | 27         |
| 2019                                                                            | 306 800              | 384 700   | 79.8           | 48         | 40            | 8             | 6391                     | 2                    | 15         | 47         | 31         |
| 2021                                                                            | 291 650              | 342 512   | 85.2           | 47         | 40            | 7             | 6205                     | 10                   | 12         | 47         | 27         |
| Fuente: Catholic-Hierarchy, que a su vez toma los datos del Anuario Pontificio. |                      |           |                |            |               |               |                          |                      |            |            |            |

## Episcopologio
- Marcial Augusto Ramírez Ponce † (15 de abril de 1970-5 de diciembre de 1972 nombrado obispo auxiliar de Caracas[nota 1])
- Francisco de Guruceaga Iturriza † (2 de octubre de 1973-18 de octubre de 2001 renunció)
- José de la Trinidad Valera Angulo (18 de octubre de 2001-12 de octubre de 2011 nombrado obispo de Guanare)
  - Sede vacante (2011-2013)[nota 2]
- Raúl Biord Castillo, S.D.B. (30 de noviembre de 2013-28 de junio de 2024 nombrado arzobispo de Caracas)